# Rennstrecke von Imatra
Die Rennstrecke von Imatra in Finnland ist derzeit Finnlands einzige und älteste temporäre Rennstrecke die noch für Rennveranstaltungen aktiv genutzt wird. Mit einer Länge von 4,950 km ist sie zudem Finnlands längste Rennstrecke. Auf ihr werden ausschließlich Motorradrennen ausgetragen. Einzige Veranstaltung ist das „Imatranajo“-Rennen das einmal im Jahr ausgerichtet wird.

## Geschichte
Zwischen 1962 und 1978 wurde ein 6,030 km langer Kurs befahren, der aus öffentlichen Straßen bestand und im Uhrzeigersinn umrundet wurde. Die Piste lag im Osten der Stadt und führte entlang des Flusses Vuoksi und einer Bahnlinie, die zweimal gekreuzt wurde.
Von 1979 bis 1986 wurde eine kürzere Version des Straßenkurses genutzt. Diese war 4,950 km lang und nutzte den westlichen Teil der vorher befahrenen Strecke. Diese Variante vermied die Durchfahrt durch bewohnte Gebiete der Stadt. Nachdem 1986 ein jugendlicher Zuschauer ums Leben kam, wurde der Rennbetrieb bis auf gelegentliche historische Meetings eingestellt.
Erst 2016 wurden die Rennen auf dem Kurs wieder aufgenommen.

## Veranstaltungen
Von 1964 bis 1982 beherbergte die Strecke 19 Mal den Großen Preis von Finnland im Rahmen der Motorrad-Weltmeisterschaft. Ab 1983 stand die Rennstrecke und damit der Finnland-Grand-Prix, aufgrund der gefährlichen Streckenführung mit den zwei Bahnübergängen und dem tödlichen Unfall des Gespann-Weltmeisters von 1980, Jock Taylor, im Vorjahr nicht mehr im WM-Kalender.
Rekordsieger auf der Strecke war der italienische Motorrad-Rennfahrer Giacomo Agostini, dem zwischen 1965 und 1975 insgesamt 16 Laufsiege in den Klassen 250 ccm und 500 ccm auf der Strecke gelangen. Bis 1986 wurde die Strecke noch für Europameisterschaftsläufe genutzt. 
Seit 2016 wird der Rennkurs von der IRRC-Serie genutzt. Er ist fester Kalender-Bestandteil dieser Serie, wobei lediglich in den Jahren 2020 und 2021 bedingt durch die weltweite COVID-19-Pandemie keine Runde zur Austragung kam. Dabei kam es 2019 zu einem weiteren tödlichen Unfall als der Schweizer Mathias Gnagi im Regen von der Strecke rutschte. Letzter Todesfall war 2023 der Sturz des niederländischen Piloten Joey den Besten.